# 高山莉加
高山 莉加（たかやま りか、1994年8月27日 - ）は、宮崎県都城市出身の日本人の女子柔道家。階級は78kg級。身長169cm。血液型はO型。組み手は右組み。得意技は払腰、寝技。2022年現在、三井住友海上に所属し、柔道弐段。

## 経歴
3歳の時、財部柔心館道場で柔道を始めた。道場の1年先輩には後に52㎏級の世界チャンピオンとなる志々目愛がいた。小学校6年の時に全国小学生学年別柔道大会の45kg超級に出場するも予選リーグで敗れた。都城市立沖水中学2年の時に全国中学校柔道大会の63kg級で5位となった。3年の時は2回戦で敗れた。鹿児島南高校に進むと、1年の時にはインターハイの70kg級に出場するも3回戦で敗れた。2年の時には金鷲旗で1年先輩の稲森奈見らとともに活躍して3位になった。インターハイでは78kg級に出場するが3回戦で敗れた。全国高校選手権の無差別でも3回戦で敗れた。3年の時にはインターハイ78kg級で5試合全てを得意の寝技で一本勝ちして優勝を飾った。全日本ジュニアでは70kg級に出場するも、準決勝で三井住友海上の新井千鶴に指導2で敗れて3位だった。エクサンプロヴァンスジュニア国際では78kg級で優勝した。
2013年には先輩の稲森と同じく三井住友海上へ入社すると、アジアジュニア78kg級で優勝した。
2014年9月には全日本ジュニアで優勝するものの、10月の世界ジュニアでは3回戦でポーランドのベアタ・パツトに指導2で敗れた。11月の講道館杯では3位に入った。
2015年2月のヨーロッパオープン・ソフィアでは決勝でフランスのマドレーヌ・マロンガを袈裟固で破るなどオール一本勝ちして、シニアの国際大会初優勝を飾った。4月の選抜体重別では、準決勝で環太平洋大学3年の梅木真美を大内刈で破るも、決勝では高校の4年先輩となる自衛隊体育学校の濱田尚里に合技で敗れて2位だった。7月のグランプリ・ウランバートルでは3位になった。11月の講道館杯では決勝で濱田に縦四方固で敗れて2位だった。続くグランプリ・チェジュでは3位だった。
2016年4月のアジア選手権では決勝で中国の張浙慧に有効で敗れて2位にとどまった。7月のグランドスラム・チュメニでは決勝でスロベニアのクララ・アポテカルを腕挫十字固で破ってIJFワールド柔道ツアー初優勝を飾った。11月の講道館杯では5位だった。続くグランプリ・青島では決勝で地元中国の選手を横四方固で破るなど、オール一本勝ちで優勝を果たした。12月のグランドスラム・東京では3位だった。
2017年2月のグランプリ・デュッセルドルフでは準々決勝でマロンガに大内刈で敗れるも、その後敗者復活戦を勝ち上がって3位になった。4月の体重別では初戦で山梨学院大学3年の泉真生に小外掛で敗れた。続く全日本選手権では3回戦でリオデジャネイロオリンピック78kg超級銅メダリストであるミキハウスの山部佳苗をGSに入ってから指導2で破るなどして準決勝まで進むも、東海大学3年の朝比奈沙羅に終了間際の払腰で敗れるが3位に入った。11月の講道館杯では準々決勝で大成高校3年の和田梨乃子に技ありで敗れて3位だった。
2018年3月のグランドスラム・エカテリンブルグでは準々決勝で世界チャンピオンであるブラジルのマイラ・アギアルを合技で破ると、決勝でもドイツのルイーゼ・マルツァンを腕を伸ばす形の腕緘で破るなどオール一本勝ちして今大会2年ぶり2度目の優勝を飾った。4月の体重別では初戦で世界選手権2位である綜合警備保障の梅木真美を合技、準決勝でもコマツの佐藤瑠香を縦四方固で破ると、決勝でも濱田を合技で破るなどオール一本勝ちして今大会初優勝を飾った。この際に、「金メダルを持っていることが夢みたい。シードに入れなくても優勝できるんだぞという気持ちで臨んだ。こつこつ努力して、東京五輪の切符を自分のものにしたい」とコメントした。しかしながら、世界選手権にもアジア大会代表にも選ばれなかった。ケガをした稲森の代わりに出場した全日本選手権では、準々決勝でコマツの冨田若春にGSに入ってから背負投で敗れた。6月の実業団体では自衛隊体育学校戦で濵田に横四方固で敗れるなど1敗2分だったが、チームは優勝を飾った。8月のグランプリ・ブダペストでは準々決勝で2009年世界チャンピオンであるオランダのマリンド・フェルケルクを崩袈裟固、準決勝でもオランダのフーシェ・ステーンハイスを払腰の技ありでそれぞれ破るも、決勝で梅木に谷落で敗れて2位だった。続く実業個人選手権では決勝で梅木を技ありで破って優勝した。10月のグランプリ・カンクンでは決勝でアギアルにGS含めて8分30秒近い戦いの末に反則勝ちするなど、オール一本勝ちして優勝を飾った。11月の講道館杯では準決勝で泉真生に敗れて3位だった。続くグランドスラム・大阪では初戦で韓国のイ・チョンギョンに敗れた。
2019年3月のグランドスラム・エカテリンブルグでは準々決勝でアギアルに敗れるも、その後の3位決定戦でイギリスのナタリー・パウエルを合技で破って3位になった。4月の体重別では初戦でコマツの泉に内股で敗れた。続く全日本女子選手権では準々決勝でパーク24の朝比奈と対戦すると、指導2でリードしながらGSに入ってから支釣込足で有効を取られて敗れた。5月のグランプリ・フフホトでは準決勝でフランスのファニー＝エステル・ポスビトに敗れると、3位決定戦でも地元中国の馬振昭に反則負けして5位にとどまった。
2020年1月のグランプリ・テルアビブでは2回戦で韓国のユン・ヒョンジに内股で敗れた。2020年10月の講道館杯では決勝で泉真生を技ありで破って今大会初優勝した。12月に延期された全日本選手権では3回戦で福岡大学3年の中原爽に大外返で敗れた。
2021年4月の体重別は決勝で佐藤を縦四方固めで破って優勝した。10月のグランドスラム・パリでは決勝まで進むも、ロシアのアレクサンドラ・バビンツェワに小外掛で敗れて2位にとどまった。
2022年2月のグランドスラム・パリでは初戦でユンに反則負けを喫した。4月の体重別では決勝で濵田に横四方固で敗れた。5月の実業団体では自衛隊体育学校戦で濵田に大内刈で敗れたが、チームは優勝した。10月の講道館杯では決勝で泉を技ありで破って優勝した。12月のグランドスラム・東京では決勝で濵田を横四方固で破って優勝した。スロベニアのアナマリ・ベレンシェク以来、国際大会では7年ぶりに濵田を寝技で破った選手になった。試合後に、「パリ五輪で金メダルを取ることが目標です！」と語った。続くワールドマスターズでは準決勝でフランスのオドレー・チュメオに敗れると、3位決定戦でもアギアルに敗れて5位にとどまった。
2023年3月のグランドスラム・タシケントでは決勝でイタリアのジョルジア・スタンゲルリンを腕緘で破るなどオール一本勝ちして優勝した。4月の体重別では決勝で泉を合技で破るなど全て一本勝ちして優勝した。6月の実業団体では2位だった。続くグランドスラム・ウランバートルでは準々決勝でポルトガルのパトリシア・サンパイオに背負投で敗れるも、その後の3位決定戦でユンを腕緘で破って3位になった。8月のワールドマスターズでは2回戦でフランスのマドレーヌ・マロンガに大外刈で敗れた。9月のアジア大会では準決勝まで全て一本勝ちするも、決勝で地元中国の馬振昭に小外掛で敗れて2位だった。グランドスラム・東京では準決勝で世界チャンピオンであるイスラエルのインバル・ラニルに引込返で敗れるも、3位決定戦では東海大学3年の杉村美寿希を腕挫十字固で破って3位になった。今大会では3位だったが、オリンピック代表争いをしていた濵田と梅木がメダルを獲得できなかったため、高山がパリオリンピック代表に内定した。
2024年3月のグランドスラム・タシケントでは準決勝でドイツのアンナ＝マリア・ヴァーグナー、決勝ではフランスのファニー＝エステル・ポスビトをそれぞれ技ありで破って優勝した。4月のアジア選手権では決勝でユン・ヒョンンジを上四方固で破って優勝した。8月のパリオリンピックでは準々決勝でヴァーグナーに反則負けを喫すると、その後の3位決定戦でもポルトガルのパトリシア・サンパイオに合技で敗れてメダルを獲得することができなかった。パリオリンピック混合団体ではケガをした素根輝の代わりに全試合出場することとなると、初戦のスペイン戦と2回戦のセルビア戦では敗れて失点するも、準決勝のドイツ戦では勝利を収めると、決勝のフランス戦では78㎏超級の銅メダリストであるロマヌ・ディッコを大内刈の技ありで破る金星を挙げた。しかし、チームはその後敗れて2位にとどまった。
IJF世界ランキングは3791ポイント獲得で10位(25/3/17現在)。

## 戦績
- 2008年 -　全国中学校柔道大会　5位(63kg級)
- 2011年 -　金鷲旗　3位
- 2012年 -　インターハイ　優勝
- 2012年 -　全日本ジュニア　3位(70kg級)
- 2012年 -　エクサンプロヴァンスジュニア国際　優勝
- 2013年 -　全日本ジュニア　5位
- 2013年 -　アジアジュニア　優勝
- 2014年 -　ポーランドジュニア国際　2位
- 2014年 -　全日本ジュニア　優勝
- 2014年 -　講道館杯　3位
- 2015年 -　ヨーロッパオープン・ソフィア　優勝
- 2015年 -　選抜体重別　2位
- 2015年 -　グランプリ・ウランバートル　3位
- 2015年 -　講道館杯　2位
- 2015年 -　グランプリ・チェジュ　3位
- 2016年 - アジア選手権　2位
- 2016年 - グランドスラム・チュメニ 優勝
- 2016年 -　実業個人選手権　3位
- 2016年 -　講道館杯　5位
- 2016年 - グランプリ・青島　優勝
- 2016年 -　グランドスラム・東京　3位
- 2017年 -　グランプリ・デュッセルドルフ　3位
- 2017年 -　全日本選手権　3位
- 2017年　- 実業個人選手権　3位
- 2017年 -　講道館杯　3位
- 2018年 -　グランドスラム・エカテリンブルグ　優勝
- 2018年 -　体重別　優勝
- 2018年 -　全日本選手権　5位
- 2018年 -　実業団体　優勝
- 2018年 -　グランプリ・ブダペスト　2位
- 2018年 - 実業個人選手権　優勝
- 2018年 -　グランプリ・カンクン　優勝
- 2018年 -　講道館杯　3位
- 2019年 - グランドスラム・エカテリンブルグ　3位
- 2019年 - 全日本女子選手権　5位
- 2019年 - グランプリ・フフホト　5位
- 2019年 - 実業個人選手権　優勝
- 2019年 -　講道館杯　3位
- 2020年 -　講道館杯　優勝
- 2021年 -　体重別　優勝
- 2021年 -　グランドスラム・パリ　2位
- 2022年 -　体重別　2位
- 2022年 -　実業団体　優勝
- 2022年 -　講道館杯　優勝
- 2022年 -　グランドスラム・東京 優勝
- 2022年 -　ワールドマスターズ 5位
- 2023年 -　グランドスラム・タシケント　優勝
- 2023年 -　体重別　優勝
- 2023年 -　実業団体　2位
- 2023年 -　グランドスラム・ウランバートル　3位
- 2023年 - アジア大会　2位
- 2023年 -　グランドスラム・東京　3位
- 2024年 -　グランドスラム・タシケント　優勝
- 2024年 - アジア選手権　優勝
- 2024年 - パリオリンピック　5位
- 2024年 -  パリオリンピック混合団体 2位

(出典、JudoInside.com)